# Solanum mauritianum
Solanum mauritianum là loài thực vật có hoa trong họ Cà. Loài này được Scop. miêu tả khoa học đầu tiên năm 1788.